# Wulf Isebrand

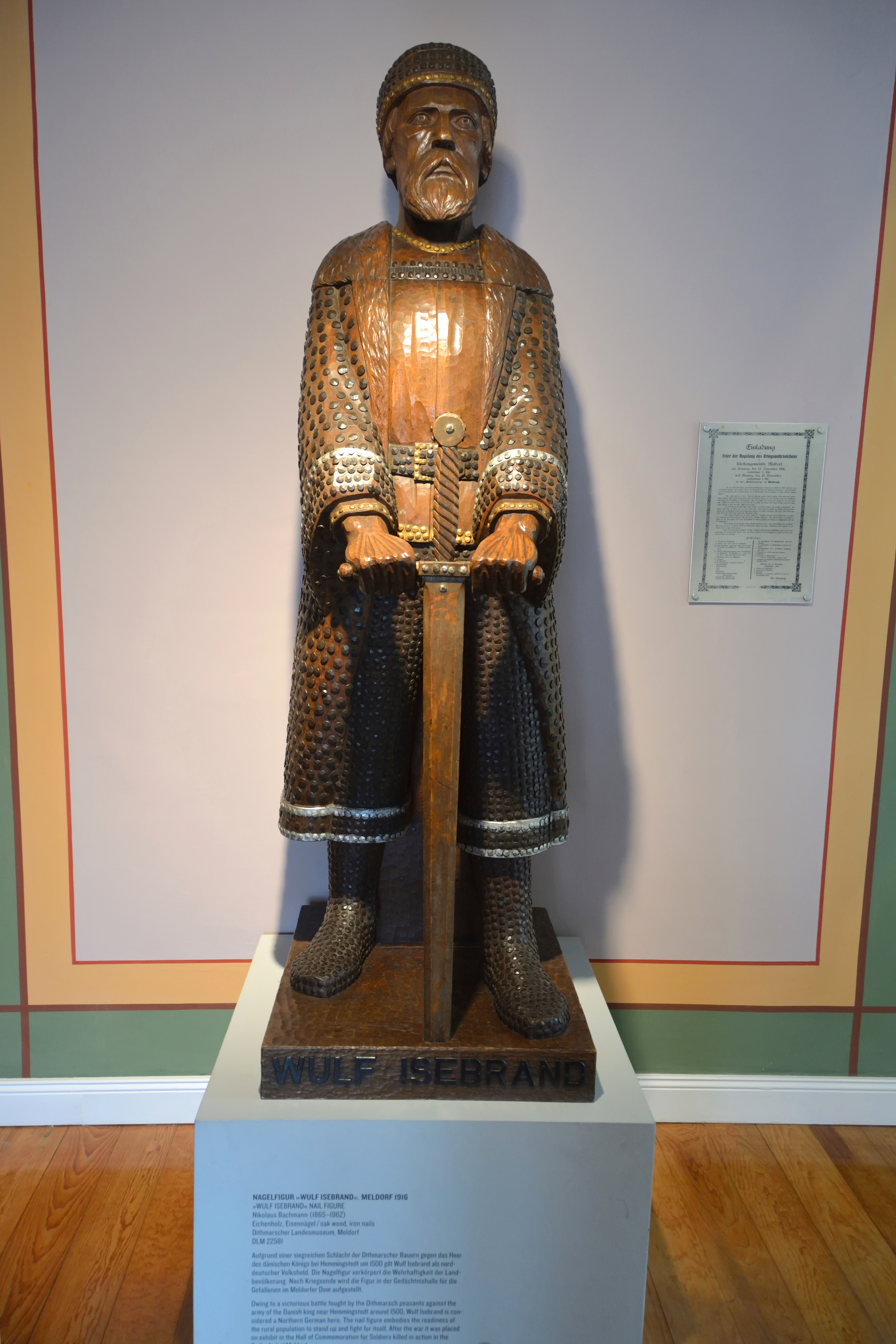
Nagelmann-staty av Wulf Isebrand från 1916. Dithmarscher Landesmuseum, Meldorf.

Wulf Isebrand, född förmodat ca 1465–1480; död 1506, var en bonde från bonderepubliken Ditmarsken som den 17 februari 1500 deltog i slaget vid Hemmingstedt mellan den ditmarskiska bondehären och Kalmarunionens numerärt mycket överlägsna dansk-holsteinska styrkor under kung Hans och hertig Fredrik. Detta ledde till att han blev en folkhjälte i Ditmarsken och senare hos den tyska befolkningen i Schleswig-Holstein.

## Biografi
Det första omnämnandet av Wulf Isebrand är från beskrivningar av stridigheterna mellan ditmarskiska bönder och landsknektar ledja av Hamburg vid Otterndorf 1499. Det har uppgetts att han skulle ha fötts i det nuvarande gränsområdet mellan Tyskland och Holland, men detta har sannolikt en sägenartad grund. Under slaget vid Hemmingstedt lyckades Isebrand besegra landsknektarna ur det Svarta gardet, som kom från samma område. Svarta gardet skulle enligt sitt rykte endast kunna besegras av en av sina egna. Wulf Isebrands död 1506 finns nedtecknad i Neocorus krönika Chronik des Landes Dithmarschen.
Under slaget vid Hemmingstedt ledde Wulf Isebrand en del av den ditmarskiska bondehären. Han kunde genom sin goda kännedom om marsklanden dra taktisk nytta av den fuktiga terrängen och även kontrollera vattenflödet med de lokala slussarna. På så sätt tillfogades danskarna stora förluster, trots att de ditmarskiska styrkorna var flera gånger färre till antalet.

## Eftermäle
Att de fåtaliga och skenbart militärt underlägsna ditmarskbönderna kunde segra vid Hemmingstedt fick stor samtida uppmärksamhet och den lågtyska och svenska Gyllenårsdikten omsjunger detta även om Wulf Isebrand inte uttryckligen nämns vid namn. Ryktet om att kung Hans armé kunde besegras av vanliga bönder spreds i Sverige och Norge och bidrog till upprorsstämningarna där, och detta banade väg för Sten Sture den äldres försök att störta kung Hans i avsättningskriget 1501–1503.
Wulf Isebrand har gett namn åt torg, gator och skolor i Ditmarsken, t.ex. i Heide och Brunsbüttel, och står som tegelstaty i Albersdorf. Under första världskriget blev han också en s.k. Nagelmann-staty, i en kampanj där pengar skänktes till den tyska krigsinsatsen mot att donatorn fick en spik inslagen i statyn i sitt namn.